# 波維爾 (內華達州)
波維爾（英語：Poeville）是位於美國內華達州瓦肖縣的鬼鎮。

## 歷史
波維爾的郵局於1874年設立，其後於1878年停運。

## 地理
波維爾所處的海拔為高於海平面1948米（即6391英呎），而該地所採用的時區為UTC-8，即太平洋时区（PST）。同時該地設有夏令時間，為UTC-8調快一小時，即UTC-7（PDT）。